# Amacha
Amacha (jap. 甘茶) ist eine japanische Teesorte, die aus den geriebenen Blättern der Gartenhortensie hergestellt wird, genau genommen der in Japan verbreiteten Unterart Hydrangea macrophylla var. thunbergii.
Der Tee enthält Tannine und Phyllodulcin, einen Süßstoff, der 250-mal süßer ist als Zucker. Daher auch der Name Amacha, was übersetzt „süßer Tee“ bedeutet. Koffein enthält der Aufguss dagegen nicht.
Der Tee wird bei der Kanbutsue-Messe, der Feier von Buddhas Geburtstag im japanischen Buddhismus am 8. April, verwendet.
Außerdem wird der Tee als Naturheilmittel eingesetzt, wegen seiner Wirkung als Antiallergikum und zur Bekämpfung von Parodontitis.